# المجد الغامض
المجد الغامض (بالكتالونية: Incerta Gloria) هي رواية للكاتب والناشر الكتالوني جوان سالس، خلفية الرواية هي الحرب الأهلية الإسبانية؛ حيث حارب فيها سالس على الجانب الجمهوري، تصور الرواية الحرب بكل تعقيداتها الوحشية ولا تقدم أي رسالة حزبية واضحة. كما يشير الكاتب الإسباني خوان جويتيسولو في مقدمته فإن سالس "لا يرسخ تفكيره في اليقينية بل في الحياة المعرضة لسخافة العالم وموكبه من الدماء والموت والظلم".

## التاريخ
بدأ سالس كتابة الرواية في عام 1948 في سن السادسة والثلاثين عند عودته إلى برشلونة بعد تسع سنوات من المنفى من إسبانيا فرانكو، حاول في البداية نشرها في عام 1955 ولكن تم رفضها من قبل الرقابين الفرانكويين لأنها "عبرت عن أفكار هرطقة في كثير من الأحيان بلغة مثيرة للاشمئزاز وبذيئة"، إلا أنه في عام 1956 منحت nihil obstat ("لا شيء يقف في الطريق") من رئيس أساقفة برشلونة وبناء على ذلك أذن الرقيب بنشرها وإن كانت مع تغيرات كثيرة. استمر سالس في الكتابة والإضافة إلى النص حتى الطبعة الرابعة النهائية في عام 1971 وبحلول ذلك الوقت أصبحت الرواية أطول بكثير وأكثر تعقيدا.

## العنوان
من الواضح أن العنوان، "المجد الغامض"، كان له أهمية كبيرة بالنسبة للمؤلف، كما يقول سالس في مقدمته للرواية: "المجد الغامض في يوم أبريل.... إذا كان علي أن ألخص روايتي في سطر واحد، فلن أستخدم أي شيء آخر "، المقتطف من مسرحية شكسبير رجلان من فيرونا (الفصل 1 المشهد 3):
"" آه، كيف يشبه ربيع الحب هذا
المجد الغامض ليوم من أيام أبريل،
التي تظهر الآن كل جمال الشمس،
وشيئًا فشيئًا تأخذ السحابة كل شيء!"
على أحد المستويات، يشير العنوان إلى الحماس الذي أثارة إعلان الجمهورية الكاتالونية في 14 أبريل 1931 من قبل فرانسيسك ماسيا من شرفة بالاو دي لا جنرال، وصف سالس هذا اليوم في مقابلة نشرت بعد وقت قصير من وفاته بأنه أسعد يوم في حياته، لكن على مستوى آخر أكثر عمومية قد يكون العنوان أيضًا استعارة لرحيل الشباب والطبيعة العابرة لأحلامه وآماله.
« تأتي لحظة في الحياة تشعر فيها انك تستيقظ من حلم. شبابنا خلفنا...... ربما الشباب لم يكن أي شيء سوى عاصفة قاتمة تتخللها ومضات من المجد.. المجد الغامض.. في يوم أبريل ".

## ملخص
تروي رواية سيلس تجارب أربعة شبان كاتالونيين في جبهة الجيش وساقة الجيش معًا، بدءًا من"المجد الغامض في يوم أبريل" وحتى الانهيار الفوضوي والمأساوي لجماعة أراغون في عام 1938 الذي كان سيؤدي إلى احتلال فرانكو لكتالونيا وهزيمة القوات الجمهورية الإسبانية في العام التالي.

## الهيكل
تنقسم الرواية إلى ثلاثة أجزاء ويرويها ثلاثة من الشخصيات مع تغير وجهات النظر والأطر الزمنية، إن الجزء الرابع الذي يقع أحداثه في المشهد المدمر لبرشلونة وكاتالونيا في ظل ديكتاتورية فرانكو ينشر الآن كرواية منفصلة رياح الليل (الكاتالونية: El vent de la nit).
الشخصيات الرئيسية
- لويس دي بروكا وهو محام ثري ويعمل الآن ضابط جمهوري، تم تعيينه في البداية لتولي مسؤولية الميليشيات اللاسلطوية في مدريد ولكن تم إرساله بعد ذلك إلى وحدة عسكرية في قرية على جبهة أراغون التي تم جمعها من قبل اللاسلطويين ولكن تم التخلي عنها الآن، ثم أصبح مفتون بسيدة القلعة في القرية.
- تريني ميلماني، ابنة اللاسلطويين الطوباويين وهي عالمة جيولوجية وشريكة لويس، تستقر في برشلونة لرعاية طفلهما الذي ولد خارج إطار الزواج، تنفصل تريني عن لويس وتلجأ إلى الكنيسة الكاثوليكية وتحضر قداسًا سريًا في عليات المدينة.
- كرولر الذي كان يدرس للكهنوت لكنه الآن يخدم كمساعد طبي في الجبهة ويحب تريني من طرف واحد.
- جولي سوليراس، صديق تريني ولويس من أيام دراستهم عندما انجذبوا إلى اللاسلطوية، في كثير من النواحي وهو الشخصية المحورية في الرواية الغامض والاستفزازي المناهض للبطل، إنه نصف الفيلسوف ونصف الساخر الذي يفتن الثلاثة الآخرين ببراعته المجنونة، يخدم سوليرا مع القوات الجمهورية ولكنه يقوم بغزوات منتظمة عبر الخطوط، هو أيضا في حالة حب مع تريني وعرض عليها الزواج منها.

## الموضوعات
تتشابك في الرواية عدة مواضيع من السياسية إلى الميتافيزيقية:
- فبعيداً عن الانقسامات الأيديولوجية الحقيقية والحاسمة التي شهدتها الحرب الأهلية (مثل الفاشية في مواجهة الديمقراطية والحزب اليميني في مواجهة الحزب اليساري…)، كان الواقع على الأرض أكثر تعقيداً، في حين كان التسلسل الهرمي للكنيسة الكاثوليكية مؤيدا لفرانكو بالإجماع تقريبًا، حارب العديد من الكاثوليك من أجل الجمهورية الإسبانية وتقرير المصير الكاتالوني، كان آخرون مثل الكاهن المحتمل كرولز "كنا جمهوريين لأن المنطقة التي كنا فيها كانت كذلك والتي ولدنا فيها كانت جمهورية أيضًا".[7]
- الحب والصداقة، ردت تريني على عرض سوليراس للزواج قائلة: "أشعر أن اقتراحك سخيف بسبب الأشياء التي تعجبني فيك فأنت ذكي جدًا والحب غابة فيها زوجان من الحيوانات البرية تعويان على حافة الهاوية ".[8]
- الإيمان وفقدانه في مواجهة عبثية الحياة. « نحن الذين ليس لدينا إيمان نتمنى لو أن لدينا إيمان، بل العكس أن يكون لدينا إيمان ونتمنى أننا لم نكن كذلك سيكون أمرًا سخيفًا".
- الأمن الزائف للشباب وفقدان المرء للأوهام الشابة، "كان مجد يوم أبريل لم نكن نتوقع أن يكون غير مؤكد: من كان يظن أن انفجار الفرح سينتهي بعد خمس سنوات في أكثر المذابح سخافة".[8]
- البحث الوجودي للبشرية عن المعنى في مواجهة السخف وسر الحياة والموت، "البشع والفحش".

## الترجمة الانجليزية
في عام 2014 قام بيتر بوش بترجمة الرواية إلى اللغة الإنجليزية ولاقت استحسانًا كبيرًا، ثم اختارتها مجلة الإيكونوميست كواحدة من أفضل عشر روايات في نفس العام.

## نسخة الفيلم
أخرج أغوستي فيلارونغا نسخة فيلم في 2017: المجد الغامض. أصبح أول فيلم بالكتالونية يتم نشرة على نتفليكس.

## الملاحضات
- كان لغويتسولو دور فعال في نشر ترجمة فرنسية غير خاضعة للرقابة ولكنها غير مكتملة في عام 1962، أدت المراجعات الإيجابية للرواية في فرنسا إلى سحب جواز سفر سالس الإسباني.
- في 14 أبريل 1931 بعد يومين من الانتخابات المحلية الإسبانية التي أدت إلى نفي الملك ألفونسو الثالث عشر وقبل ساعات قليلة من إعلان الجمهورية الإسبانية الثانية في مدريد، أعلن ماسيا الجمهورية الكتالونية ضمن الاتحاد الأيبيري، ثم بعد ثلاثة أيام أرسلت حكومة الجمهورية الإسبانية الجديدة ثلاثة وزراء إلى برشلونة للتفاوض مع ماسيا والحكومة الكاتالونية المؤقتة، توصل ماسيا إلى اتفاق مع الوزراء تم بموجبه تغيير اسم الجمهورية الكاتالونية إلى حكومة كتالونيا وهي حكومة مستقلة داخل الجمهورية الإسبانية.